# Дресвянка (Бийский район)
Дресвянка — упразднённый посёлок в Бийском районе Алтайского края России. На момент упразднения входил в состав Светлоозёрского сельсовета. Исключён из учётных данных в 1986 году.

## География
Находится в восточной части края, в южных пределах Бийско-Чумышской возвышенности, севернее одноименного озера, на расстоянии примерно 2,5 километров (по прямой) к юго-востоку от поселка Предгорный.
Климат
умеренный континентальный. Самый холодный месяц: январь (до −54 °C), самый тёплый: июль (до +39 °C). Годовое количество осадков составляет 450—500 мм.

## История
Основан как одно из отделений Сросткинского совхоза.
Упразднён решением Алтайского КИКа от 10.02.1986 года №38.